# 江西オリンピック・スポーツセンター・スタジアム
江西オリンピック・スポーツセンター・スタジアム(こうせい-、簡体字中国語: 江西省奥林匹克体育中心体育场, 英: Jiangxi Olympic Sports Center Stadium)は、中国江西省南昌市の高新技術産業開発区（ハイテク産業開発区、簡体字中国語: 高新技术产业开发区）にある多目的スタジアム。

## 概要
2009年に設立された。収容人数は50,000人、総敷地面積は140,487平方メートル。
陸上トラックとサッカー場を完備した陸上競技場の他、世界水連認定の屋内プールと室内競技用の体育館が併設されており、国際試合を開催することも可能である。国際標準のプール(1344名収容)、飛び込み用のプール(690名収容)、練習用のプールの合計3つの屋内プールと、1万人収容の体育館がある。
2011年には中国城市運動会が開催された。現在、中国サッカー・乙級リーグに所属する江西聯盛がホームスタジアムとして利用している。

## 交通アクセス
南昌昌北国際空港よりタクシーで約10分。